# 日吉町 (鹿児島県)
日吉町（ひよしちょう）は、鹿児島県の西部、薩摩半島の中北部に位置していた町。
2005年5月1日に、伊集院町・東市来町・吹上町と合併し、日置市となった。

## 地理
薩摩半島西海岸の中央部、日置郡の西部に位置しており、町域は南北に8Km、東西に5.2Kmであり、半楕円形状をなしている。東部は山岳地帯となっており、集落が散在しているが、西部は平坦な台地となっており、集落や耕地が点在している。海岸は吹上浜県立自然公園の一部で、長大な砂丘地帯となっており、その周辺は砂防林と畑地となっている。

### 大字
日吉町は神之川、日置、山田、吉利の4大字から構成されていた。このうち神之川は1956年（昭和31年）の下伊集院村分割によって編入された大字である。これらは現在の日置市日吉町神之川、日吉町日置、日吉町山田、日吉町吉利にあたる。

## 歴史
- 1889年（明治22年）4月1日 - 町村制施行に伴い、以下の2村が成立
  - 日置村・吉利村
- 1955年（昭和30年）4月1日 - 日置村と吉利村が新設合併し町制施行、日吉町が発足。
- 1956年（昭和31年）9月30日 - 下伊集院村の一部を編入。
- 2005年（平成17年）5月1日 - 伊集院町・東市来町・吹上町と合併し、日置市となる。

### 町名の由来
町名は日置村と吉利村の頭文字をとり、合成したことに由来している。

## 姉妹都市・友好都市
- 日本 鹿児島県 根占町（1968年（昭和43年）5月3日締結[2]）

## 地域

### 人口
以下に日吉町の人口遷移を示す。1955年（昭和30年）以前については日置村及び吉利村の人口の合算である。
| 年                 | 世帯数（世帯） | 人口（人） |
| ------------------ | -------------- | ---------- |
| 1920年（大正9年）  | 2,324          | 10,295     |
| 1925年（大正14年） | 2,348          | 10,449     |
| 1930年（昭和5年）  | 2,302          | 10,471     |
| 1940年（昭和15年） | 2,217          | 9,770      |
| 1950年（昭和25年） | 2,939          | 13,842     |
| 1960年（昭和35年） | 2,860          | 11,072     |
| 1970年（昭和45年） | 2,533          | 7,984      |
| 1980年（昭和55年） | 2,472          | 7,048      |

### 教育

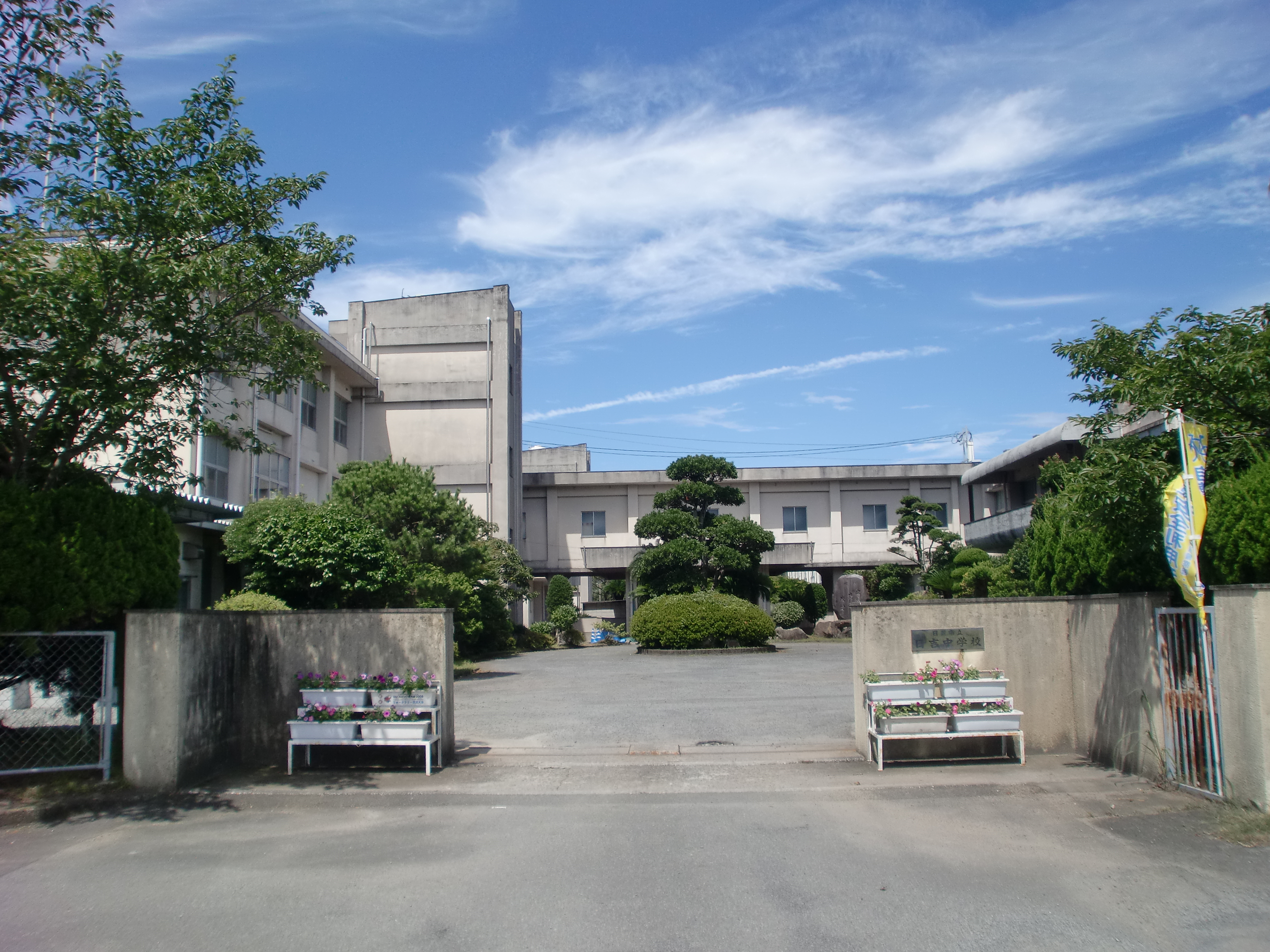
日吉町立日吉中学校

#### 中学校
- 日吉町立日吉中学校

#### 小学校
- 日吉町立日新小学校
- 日吉町立日置小学校
- 日吉町立住吉小学校
- 日吉町立吉利小学校
- 日吉町立扇尾小学校

## 交通
最寄空港は鹿児島空港
最寄駅は鹿児島本線の伊集院駅

### 道路
- 一般国道
  - 国道270号
- 県道
  - 鹿児島県道35号永吉入佐鹿児島線
  - 鹿児島県道37号伊集院日吉線

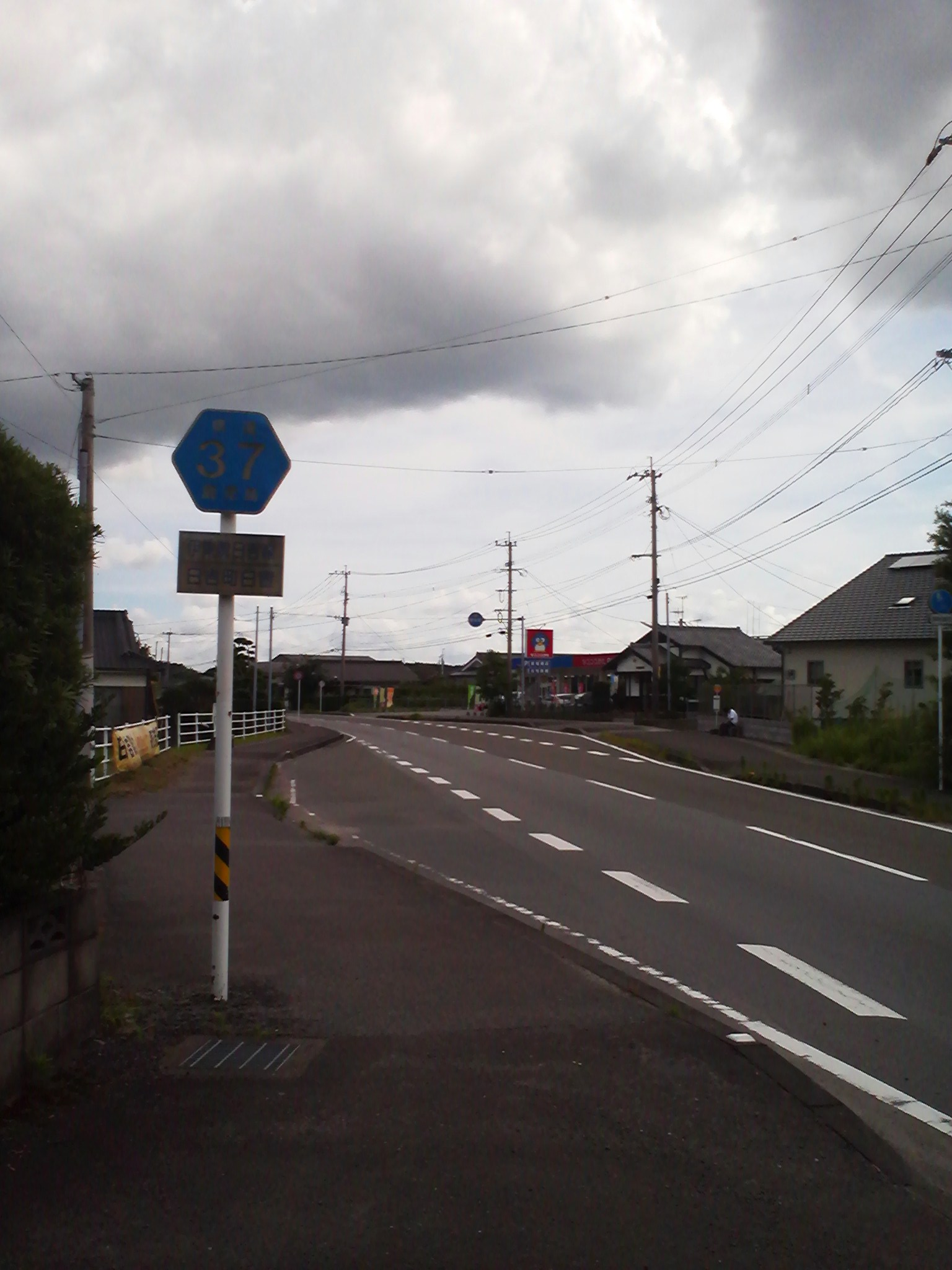
鹿児島県道37号伊集院日吉線（日置）

  - 鹿児島県道299号永吉吉利線（合併後の2009年路線廃止）
  - 鹿児島県道加世田日吉自転車道線

### バス
- 鹿児島交通
- いわさきバスネットワーク

### 鉄道（廃止路線）
- 鹿児島交通枕崎線
  - 上日置駅 - 日置駅 - 吉利駅

## 出身人物
- 野村直邦（海軍大臣、海軍大将） - 吉利出身[4]。
- 古垣鉄郎（ジャーナリスト、外交官） - 日置出身[5]。
- 寺師義信（陸軍軍医中将、医師） - 日置出身[6]。
- 古川静夫（官選佐賀県知事、官選愛媛県知事、大阪法務局長） - 日置麓出身[7]。
- 入鹿山且朗（医学者、衛生学者、熊本大学教授） - 吉利村出身[8]。水俣病の原因物質特定に貢献した[8]。